# جاردین د سن جولیان (تگزاس)
جاردین د سن جولیان (به انگلیسی: Jardin de San Julian) یک منطقهٔ مسکونی در ایالات متحده آمریکا است که در تگزاس واقع شده‌است. جاردین د سن جولیان ۲۲ نفر جمعیت دارد.